# Antônio de Carvalho
Antônio Pereira Alves de Carvalho, ou simplesmente Antônio de Carvalho (Portugal, 13 de maio de 1947) é um advogado e político brasileiro nascido em Portugal. Foi prefeito de São João de Meriti por dois mandatos compreendidos entre 1997 e 2004.

## Biografia
Chegou ao município do São João de Meriti com apenas seis anos de idade junto com sua família. Graduou-se advogado pela SUESC. Em 1989 foi vice-prefeito no mandato de José de Amorim Pereira. Em 1991 foi deputado estadual.
Em 1993 foi secretário de Habitação durante o governo de Leonel Brizola, mas só ficou ate 1994. Foi reeleito deputado estadual, assumindo o cargo novamente em 1995.
Em 1996, então filiado ao Partido da Frente Liberal (PFL), foi eleito prefeito de São João de Meriti. Na sua primeira gestão fez um bom governo, pois tinha parceria com o governador do Rio de Janeiro da época, Marcello Alencar, e contava com  apoio ostensivo do então prefeito do Rio, César Maia, que era do mesmo partido.
Reeleito em 2000, iniciou um projeto inédito em São João de Meriti criando um mutirão e com a ajuda do povo concretou aproximadamente 400 ruas nos morros, cedendo todo o material e o acompanhamento de pessoal técnico . Com isso foram pavimentadas 1.138 ruas, em concreto e asfalto. No levantamento efetuado em 50 anos foram pavimentadas apenas 543 ruas, ainda existiam 32 escolas municipais em 1997. Durante seis anos, entre construídas, municipalizadas e alugadas foram entregues mais 30, totalizando 62 escolas. Nesse ano iniciou a segunda gestão  mas, sua influência política em São João de Meriti fez com que sua mulher, Almerinda de Carvalho, fosse eleita deputada federal em 1998, com mandato até 2002.
Na primeira gestão do prefeito Sandro Matos, foi secretário municipal de  Serviços Públicos, de 2011 até 2012.